# Coupe d'Océanie de football 1980
La Coupe d'Océanie 1980 est une compétition de football qui s'est déroulée du 24 février au 3 mars 1980 en Nouvelle-Calédonie.

## Premier tour

### Groupe A
|   | Équipe           | Pts | J | G | N | P | BP | BC | Diff |
| - | ---------------- | --- | - | - | - | - | -- | -- | ---- |
| 1 | Tahiti           | 6   | 3 | 3 | 0 | 0 | 21 | 5  | +16  |
| 2 | Fidji            | 4   | 3 | 2 | 0 | 1 | 10 | 7  | +3   |
| 3 | Nouvelle-Zélande | 2   | 3 | 1 | 0 | 2 | 7  | 8  | -1   |
| 4 | Îles Salomon     | 0   | 3 | 0 | 0 | 3 | 3  | 21 | -18  |

| 25 février | Fidji            | 3  | 1 | Îles Salomon     |
|            | Tahiti           | 3  | 1 | Nouvelle-Zélande |
| 27 février | Fidji            | 4  | 0 | Nouvelle-Zélande |
|            | Tahiti           | 12 | 1 | Îles Salomon     |
| 29 février | Tahiti           | 6  | 3 | Fidji            |
|            | Nouvelle-Zélande | 6  | 1 | Îles Salomon     |

### Groupe B
|   | Équipe                    | Pts | J | G | N | P | BP | BC | Diff |
| - | ------------------------- | --- | - | - | - | - | -- | -- | ---- |
| 1 | Australie                 | 6   | 3 | 3 | 0 | 0 | 20 | 2  | +18  |
| 2 | Nouvelle-Calédonie        | 4   | 3 | 2 | 0 | 1 | 12 | 11 | +1   |
| 3 | Papouasie-Nouvelle-Guinée | 2   | 3 | 1 | 0 | 2 | 6  | 22 | -16  |
| 4 | Vanuatu                   | 0   | 3 | 0 | 0 | 3 | 6  | 9  | -3   |

| 24 février | Papouasie-Nouvelle-Guinée | 4  | 3 | Vanuatu                   |
|            | Australie                 | 8  | 0 | Nouvelle-Calédonie        |
| 26 février | Australie                 | 11 | 2 | Papouasie-Nouvelle-Guinée |
|            | Nouvelle-Calédonie        | 4  | 3 | Vanuatu                   |
| 28 février | Australie                 | 1  | 0 | Vanuatu                   |
|            | Nouvelle-Calédonie        | 8  | 0 | Papouasie-Nouvelle-Guinée |

## Match pour la troisième place
| 2 mars 1980 | Nouvelle-Calédonie | 2 - 1 | Fidji | Noumea |  |
|             |                    |       |       |        |  |

## Finale
| 3 mars 1980 | Australie | 4 - 2 | Tahiti | Noumea |  |
|             |           |       |        |        |  |

## Meilleurs buteurs
5 buts
- Ian Hunter
- Eddie Krncevic

4 buts
- Paul Kay
- Peter Sharne

## Sources et liens externes
- (en) Feuilles de matchs et infos sur RSSSF